# Rasesa
Rasesa – wieś w Botswanie w dystrykcie Kgatleng. Według spisu ludności z 2011 roku wieś liczyła 3933 mieszkańców.